# Space Applications Centre
O Space Applications Centre (SAC) (em Hindi:अंतरिक्ष अनुप्रयोग केंद्र) é uma instituição de pesquisa localizada em Ahmedabad, Índia, sob a égide da Organização Indiana de Pesquisa Espacial (ISRO). É um dos principais centros da ISRO que está envolvida na investigação, desenvolvimento e demonstração de aplicações de tecnologia espacial na área de telecomunicações, sensoriamento remoto, meteorologia e navegação por satélite (Sat Nav). Isto inclui pesquisa e desenvolvimento de sistemas de bordo, sistemas de terra, equipamentos de hardware e software.
Algumas das realizações do Space Applications Centre incluem o desenvolvimento da comunicação e cargas úteis meteorológicas para o satélites INSAT, cargas óticos e de micro-ondas para satélites IRS. A empresa oferece sua infraestrutura para a realização de cursos de formação para os alunos do Centro de Ciência Espacial e Educação Tecnológica na Ásia e no Pacífico (CSSTEAP).
O Space Applications Centre tem três campi, dois dos quais estão localizados em Ahmedabad e um em Delhi.